# 라스베이거스 그랑프리
라스베이거스 그랑프리(Las Vegas Grand Prix)는 오스트레일리아에서 한 해에 한 번 개최되는 모터 레이스이다. 오스트레일리아 그랑프리는 오스트레일리아에서 개최되는 가장 오래된 모터 레이스 경기 중 하나이며, 1928년 필립스 아일랜드에서 첫 경주를 시작한 이후로 86회 개최되었다. 1985년 이후로 이 그랑프리는 포뮬러 원 월드 챔피언십의 라운드가 되었다.

## 배경
2023년 포뮬러 원 월드 챔피언십의 21라운드이자 라스베이거스 그랑프리라는 공식 명칭으로 진행된 포뮬러 원 월드 챔피언십 레이스의 첫 번째 대회였다. 1950년 첫 시즌 이후 1,100번째 포뮬러 원 월드 챔피언십 그랑프리였다.
이 행사는 1982년 시저스 팰리스 그랑프리 이후 라스베이거스에서 열린 첫 번째 포뮬러 원 레이스이자 2007년 라스베이거스 그랑프리 챔프카 이후 라스베이거스에서 열린 첫 번째 스트리트 레이스였다. 라스베이거스 스트립 주변에서 새로운 스트리트 트랙으로 진행되었다. 마이애미와 미국 그랑프리에 이어 2023년 미국에서 열린 세 번째이자 마지막 그랑프리였으며, 1982년 이후 처음으로 포뮬러 원 시즌에 미국에서 세 번의 레이스가 열렸다. 그랑프리는 2023년 11월 18일 토요일 현지 시간 22:00(UTC-8)에 시작되어 1985년 남아프리카 그랑프리 이후 토요일에 시작된 첫 번째 포뮬러 원 월드 챔피언십 그랑프리 레이스가 되었다.